# ヨランダ・チェプラク
ヨランダ・チェプラク（Jolanda Čeplak、1976年9月12日 - ）は、スロベニアの陸上競技選手。2004年アテネオリンピックの銅メダリストである。スロベニア東部ツェリェ出身。

## 経歴
チェプラクは、1995年のヨーロッパジュニア陸上の1500mで3位となり、世界にその名が知られるようになる。その後、2002年3月3日に行われたヨーロッパ室内陸上の800mで1分55秒82の室内世界新記録を樹立し優勝。同年夏のヨーロッパ選手権の800mでも1分55秒19のスロベニア新記録で金メダルを獲得した。2002年までの室外の800mのベストが1分58秒71だった選手が、翌年、室内で1分55秒82まで記録が向上したことに周りの人からは、信じられないといった反応も見られた。
2004年3月にブダペストで行われた世界室内選手権の800mでも銀メダルを獲得。8月のアテネオリンピックでも、1分56秒43で、2位のモロッコのハスナ・ベンハシと全くの同タイムであったが写真判定の末、銅メダルとなった。
国際陸連は、2007年7月、チェプラクに対して行った抜き打ちのドーピング検査で禁止薬物エリスロポエチンの陽性反応が出たと発表した。チェプラクは、この薬物の摂取の事実を否定していたものの、スロベニア陸連は裁定委員会の決定を受け、2008年3月に2年間の出場停止処分を下した。
チェプラクは現在、NKインテルブロック・リュブリャナでフィットネストレーナーとして働いている。

## 自己ベスト
- 400m - 54秒67 (2000年)
- 800m - 1分55秒19 (2002年)
- 1500m - 4分02秒44 (2003年)
- 1マイル- 4分29秒58 (2006年)

## 主な実績
| 年   | 大会                         | 場所                       | 種目  | 結果      | 記録      |
| ---- | ---------------------------- | -------------------------- | ----- | --------- | --------- |
| 1995 | ヨーロッパジュニア陸上選手権 | ニーレジハーザ(ハンガリー) | 1500m | 3位       | 4分20秒22 |
| 1997 | 世界陸上選手権               | アテネ(ギリシャ)           | 800m  | 6位（q）  | 2分10秒97 |
| 2001 | 世界陸上選手権               | エドモントン(カナダ)       | 800m  | 5位（sf） | 2分02秒65 |
| 2002 | ヨーロッパ室内陸上選手権     | ウィーン(オーストリア)     | 800m  | 1位       | 1分55秒82 |
| 2002 | ヨーロッパ陸上選手権         | ミュンヘン(ドイツ)         | 800m  | 1位       | 1分57秒65 |
| 2002 | IAAFワールドカップ           | マドリッド(スペイン)       | 800m  | 3位       | 1分59秒42 |
| 2003 | 世界陸上選手権               | パリ(フランス)             | 800m  | -（q）    | DNS       |
| 2003 | 世界陸上選手権               | パリ(フランス)             | 1500m | 12位      | 4分14秒18 |
| 2004 | 世界室内陸上選手権           | ブダペスト(ハンガリー)     | 800m  | 2位       | 1分58秒72 |
| 2004 | オリンピック                 | アテネ(ギリシャ)           | 800m  | 3位       | 1分56秒43 |

- sfは準決勝、qは予選